# La Chapelle-Gaugain
La Chapelle-Gaugain är en kommun i departementet Sarthe i regionen Pays de la Loire i nordvästra Frankrike. Kommunen ligger i kantonen La Chartre-sur-le-Loir som tillhör arrondissementet La Flèche. År 2018 hade La Chapelle-Gaugain 287 invånare.

## Befolkningsutveckling
Antalet invånare i kommunen La Chapelle-Gaugain
| Referens: INSEE |